# Camarsac
Camarsac egy francia település Gironde megyében az Aquitania régióban. Lakosainak száma 1034 fő (2022. január 1.).

## Adminisztráció
Polgármesterek:
- 2001–2020 Bernard Cros

## Demográfia
| Lakosok száma | 420  | 766  | 743  | 895  | 972  | 993  | 1004 | 1019 | 1025 | 1034 |
|               | 1968 | 1982 | 1990 | 2006 | 2013 | 2015 | 2017 | 2019 | 2020 | 2022 |

## Testvérvárosok
- Spanyolország Fuendejalón 1989 óta

## Fordítás
- Ez a szócikk részben vagy egészben  a   Camarsac című francia Wikipédia-szócikk fordításán alapul.  Az eredeti cikk szerkesztőit annak laptörténete sorolja fel. Ez a jelzés csupán a megfogalmazás eredetét és a szerzői jogokat jelzi, nem szolgál a cikkben szereplő információk forrásmegjelöléseként.